# Enfield n.º 194
Enfield n.º 194 es un municipio rural canadiense situado en la provincia de Saskatchewan.

## Superficie
Enfield n.º 194 tiene una superficie de 1003,93 km².

## Demografía
En 2021, tenía 268 habitantes, una densidad poblacional de 0,3 hab./km², y 116 viviendas.